# 鱼市

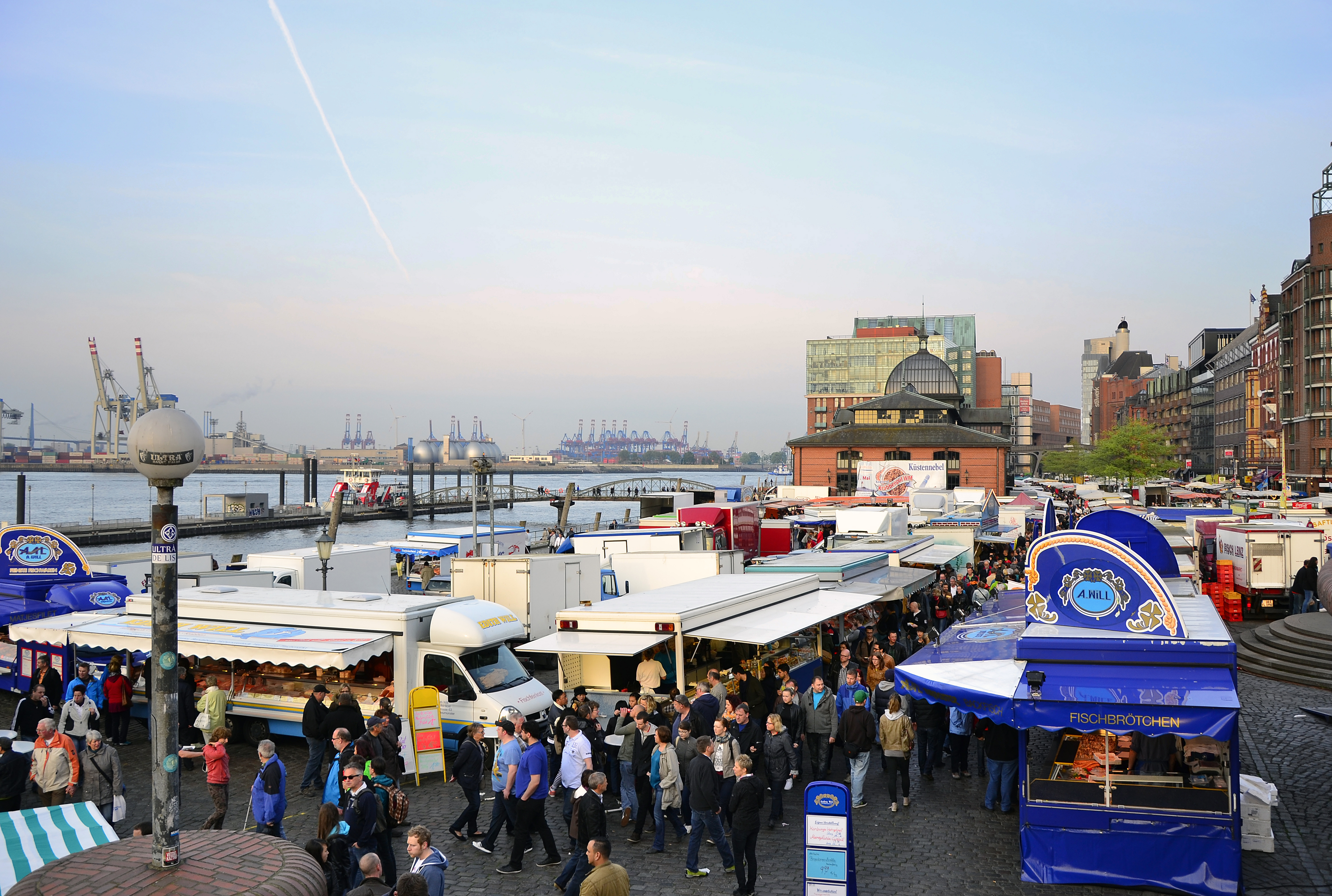
德国汉堡阿尔托纳鱼市，2014年

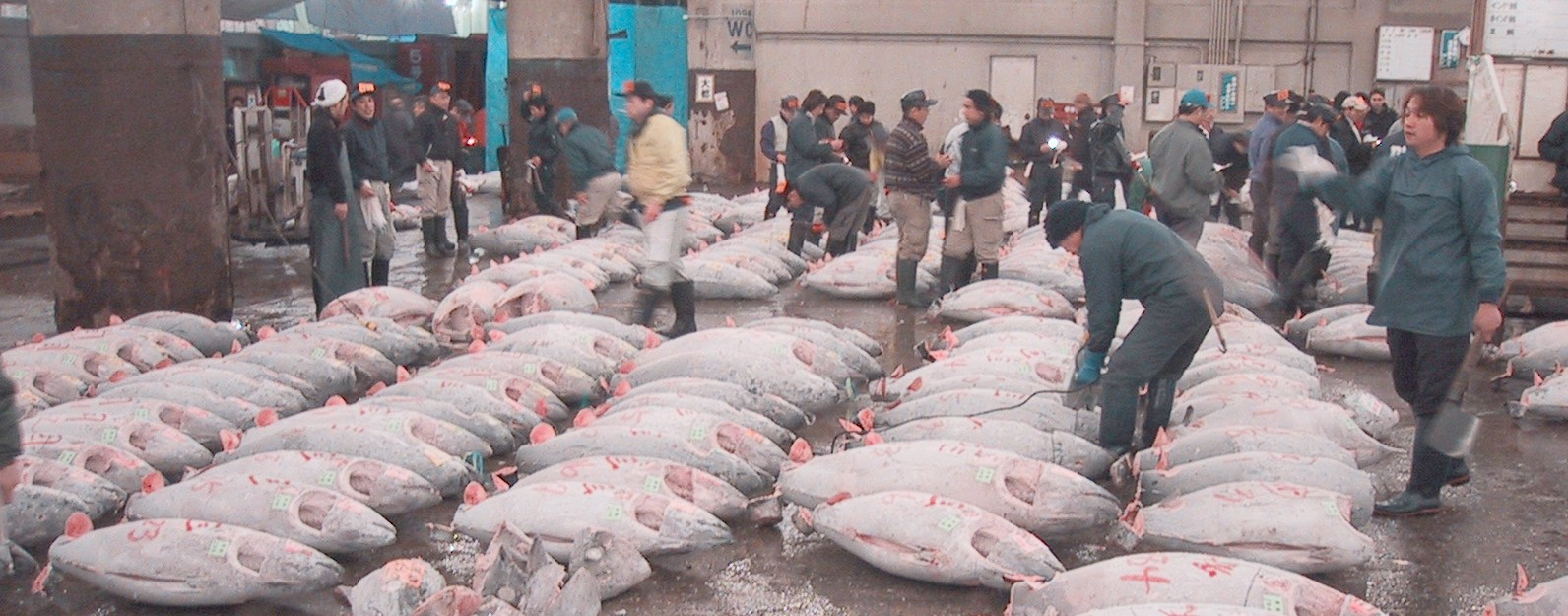
日本东京築地市場的冷冻金枪鱼

鱼市是销售鱼类和鱼制品的市场，可用于渔民和鱼商之间的批发贸易，也可以用于向个人消费者零售。鱼市规模各有不同，有小型鱼摊，也有大型鱼市场。日本东京的築地市場年交易量约为66万吨，曾是全世界营运规模最大的鱼市。

## 著名鱼市
- 築地市場，位于日本东京，曾是全世界营运规模最大的鱼市，于2018年被豐洲市場取代
- 鷺梁津水產市場，位于韩国首尔
- 武汉华南海鲜批发市场，位于河北武汉
- 富尔顿鱼市（英语：Fulton Fish Market），位于美国纽约布朗克斯
- 比灵斯盖特鱼市（英语：Billingsgate Fish Market），位于英国伦敦